# Гжибув-Горновський
Гжибув-Горновський (пол. Grzybów Hornowski) — село в Польщі, у гміні Жихлін Кутновського повіту Лодзинського воєводства.
Населення — 53 особи (2011).
У 1975-1998 роках село належало до Плоцького воєводства.

## Демографія
Демографічна структура станом на 31 березня 2011 року:
|          | Загалом | Допрацездатний вік | Працездатний вік | Постпрацездатний вік |
| -------- | ------- | ------------------ | ---------------- | -------------------- |
| Чоловіки | 27      | 3                  | 19               | 5                    |
| Жінки    | 26      | 4                  | 14               | 8                    |
| Разом    | 53      | 7                  | 33               | 13                   |